# شین یانگ سوک
شین یانگ سوک (انگلیسی: Shin Young-suk؛ زادهٔ ۱۷ دسامبر ۱۹۶۴) بازیکن هندبال اهل کره جنوبی است.
از باشگاه‌هایی که در آن بازی کرده‌است می‌توان به اشاره کرد.